# Космея
Косме́я, или Ко́смос (лат. Cósmos) — род однолетних и многолетних травянистых растений семейства Астровые, или Сложноцветные (Asteraceae).
Изящные растения с белыми, розовыми, красными, пурпурными цветами. Несколько видов распространены по всему миру как декоративные садовые растения. Наиболее известные в культуре виды — космею дваждыперистую и космею серно-жёлтую — выращивают и в России.
Космея дваждыперистая встречается в Европейской части России на мусорных местах и на обочинах дорог как заносное растение.

## Название
Научное название рода произошло от др.-греч. κόσμημα — «украшение» — и связано с формой цветка.
В русскоязычной садоводческой литературе используются, помимо космеи и космоса, и другие варианты названия рода: мексиканская астра, красотка.

## Распространение и среда обитания
Род происходит из тропических и субтропических регионов Южной и Северной Америки. Известно о более 40 видов. Наибольшее видовое многообразие наблюдается в Мексике.
Наиболее известные в культуре виды:
- Cosmos bipinnatus Cav. — Космея дваждыперистая
- Cosmos sulphureus Cav. — Космея серно-жёлтая

## Разведение в условиях культуры
Космея — неприхотливое, светолюбивое и холодостойкое растение, размножается семенами. Хорошо растёт на рыхлых, садовых, не слишком удобренных почвах. Даёт самосев после одноразового посева, при этом декоративное качество цветов не снижается.
Для раннего всхода и цветения высаживают в теплицах в марте-апреле, на открытый грунт высаживают в апреле. При посеве семена сажают на расстоянии 35-40 см друг от друга. Растение хорошо переносит пересадку.

## Значение и применение
Ввиду нетребовательности к почвам и неприхотливости, космея широко применяется как декоративное растение для оформления клумб и садов, а также на срез.
Сведений о каких-либо лечебных свойствах космеи не имеется.

## Классификация

### Таксономия[3]
Cosmos Cav., 1791, Icon. i. 9. tt. 14, 79
Род Космея относится к семейству Астровые (Asteraceae) порядка Астроцветные (Asterales). Кладограмма в соответствии с Системой APG IV:
|  |                                      |  |                                   |                                   |                    |  | ещё 10 семейств |               |               |                                                                                |
|  |                                      |  |                                   |                                   |                    |  |                 |               |               | 39 подтвержденных и 32 в статусе "непроверенных" видов и инфравидовых таксонов |
|  |                                      |  |                                   | порядок Астроцветные              |                    |  |                 |               | род Космея    |                                                                                |
|  |                                      |  |                                   | порядок Астроцветные              |                    |  |                 |               | род Космея    |                                                                                |
|  | отдел Цветковые, или Покрытосеменные |  |                                   |                                   | семейство Астровые |  |                 |               |               |                                                                                |
|  | отдел Цветковые, или Покрытосеменные |  |                                   |                                   |                    |  |                 |               |               |                                                                                |
|  |                                      |  | ещё 63 порядка цветковых растений | ещё 63 порядка цветковых растений |                    |  |                 | ещё 1804 рода | ещё 1804 рода |                                                                                |
|  |                                      |  |                                   | ещё 63 порядка цветковых растений |                    |  |                 |               | ещё 1804 рода |                                                                                |

## Виды
- в статусе подтвержденных 
  - Cosmos atrosanguineus  (Hook.) Voss 
  - Cosmos bipinnatus  Cav.  - Космея дваждыперистая
  - Cosmos carvifolius  Benth. 
  - Cosmos caudatus  Kunth 
  - Cosmos concolor  Sherff 
  - Cosmos crithmifolius  Kunth 
  - Cosmos deficiens  (Sherff) Melchert 
  - Cosmos diversifolius  Otto 
  - Cosmos intercedens  Sherff 
  - Cosmos jaliscensis  Sherff 
  - Cosmos juxtlahuacensis  Panero & Villaseñor 
  - Cosmos landii  Sherff 
  - Cosmos langlassei  (Sherff) Sherff 
  - Cosmos linearifolius  Hemsl. 
  - Cosmos longipetiolatus  Melchert 
  - Cosmos mattfeldii  Sherff 
  - Cosmos mcvaughii  Sherff 
  - Cosmos modestus  Sherff 
  - Cosmos montanus  Sherff 
  - Cosmos nelsonii  B.L.Rob. & Fernald 
  - Cosmos nitidus  Paray 
  - Cosmos ochroleucoflorus  Melchert 
  - Cosmos pacificus  Melchert 
  - Cosmos palmeri  B.L.Rob. 
  - Cosmos parviflorus  (Jacq.) Pers. 
  - Cosmos parviflorus  (Jacq.) Kunth 
  - Cosmos peucedanifolius  Wedd. 
  - Cosmos pringlei  B.L.Rob. & Fernald 
  - Cosmos pseudoperfoliatus  Art.Castro, M.Harker & Aarón Rodr. 
  - Cosmos purpurens  Sherff 
  - Cosmos purpureus  Benth. & Hook.f. ex Hemsl. 
  - Cosmos ramirezianus  Art.Castro, M.Harker & Aarón Rodr. 
  - Cosmos scabiosoides  Kunth 
  - Cosmos schaffneri  Sherff 
  - Cosmos scherfii  Melchert 
  - Cosmos sessilis  Sherff 
  - Cosmos sherffii  Melchert 
  - Cosmos steenisiae  Veldkamp 
  - Cosmos sulphureus  Cav.  - Космея серно-жёлтая
- в статусе непроверенных 
  - Cosmos atrosanguineus  (Ortg.) Voss 
  - Cosmos atrosanguineus  Stapf 
  - Cosmos bipinnatus var. albiflorus  Sprenger 
  - Cosmos bipinnatus var. parviflorus  (Pers.) A.Gray 
  - Cosmos dissecta  S.Watson 
  - Cosmos diversifolius var. pumilus  Sherff 
  - Cosmos diversifolius var. typicus  Sherff 
  - Cosmos hybridus  hort.
  - Cosmos hybridus  Goldring 
  - Cosmos linearifolius var. typicus  Sherff 
  - Cosmos microcephalus  Sherff 
  - Cosmos montanus var. pinnatus  Sherff 
  - Cosmos montanus var. typicus  Sherff 
  - Cosmos ocellatus var. greenmanii  Sherff 
  - Cosmos ocellatus var. typicus  Sherff 
  - Cosmos palmeri var. typicus  Sherff 
  - Cosmos peucedanifolius var. bipinnatisectus  (Kuntze) Sherff 
  - Cosmos peucedanthifolius  Wedd. 
  - Cosmos pinnatus  Jacq. ex Steud. 
  - Cosmos purpureus var. bicolor  Sherff 
  - Cosmos purpureus var. flavidiscus  Sherff 
  - Cosmos purpureus var. typicus  Sherff 
  - Cosmos roseus  Mart. ex Steud. 
  - Cosmos scabiosoides f. indivisus  B.L.Rob. 
  - Cosmos scabiosoides f. typicus  Sherff 
  - Cosmos scabiosoides var. typicus  Sherff 
  - Cosmos seemannii  A.Gray 
  - Cosmos spectabilis  hort.
  - Cosmos spectabilis  Carrière 
  - Cosmos sulphureus f. exaristatus  Brandegee ex Sherff 
  - Cosmos sulphureus f. exaristatus  Brandegee 
  - Cosmos uhdeanus  Kunth